# A Gente Tem Que se Ligar
A Gente Tem Que se Ligar é um álbum do grupo A Patotinha, lançado em 1983. Trata-se do sétimo álbum de estúdio lançado pelo grupo e último com a formação original que incluía  Kátia, Márcia, Mônica e Cecília, já que no álbum seguinte a integrante Cecília seria substituída pela apresentadora Eliana.

## Produção e lançamento
Após a transição da música infantil para um repertório mais adolescente com o lançamento anterior, A Patotinha seguiu na busca de conquistar um público maior, dessa vez na faixa etária de 15 anos de idade. Para isso utilizaram-se não só do aspecto visual, da forma de se vestir e cantar e se apresentar mas também na escolha do repertório.
A produção é de Hélio Santisteban que a conduziu a fim de angariar o desejado público adolescente. Inclui uma versão para a música "Ti Ti Ti" de Rita Lee e Roberto de Carvalho, que foi tema da novela homônima exibida pela Rede Globo entre 1985 e 1986. Outra versão é a da canção "Lindo Balão Azul" do cantor  Guilherme Arantes que fez parte da trilha sonora do especial Pirlimpimpim, também da Rede Globo, em 1982.
As canções "Bobo da Corte" (que foi tema da novela Vida Roubada do SBT) e "Ti Ti Ti" foram escolhidas como músicas de trabalho.

## Disponibilidade
Nunca foi lançado no formato CD e não se encontra em plataformas de download digital ou streaming. No entanto, a faixa-título pode ser ouvida na coletânea da gravadora BMG Brasil: Grandes Sucessos, lançado em CD em 2000 e também no streaming em plataformas digitais.

## Faixas
- Créditos adaptados do encarte do LP A Gente Tem que se Ligar.[6]

Lado A
| N.º | Título                                         | Compositor(es)                 | Duração |  |
| 1.  | "Bobo da Corte"                                | Ton Saga                       | 2:51    |  |
| 2.  | "Lindo Balão Azul"                             | Guilherme Arantes              | 3:06    |  |
| 3.  | "Tudo Sempre Está Em Tudo (In the Summertime)" | Ray Dorset, Sá, Guarabyra      | 2:57    |  |
| 4.  | "Ele é Especial"                               | Júlio Caesar                   | 3:30    |  |
| 5.  | "Ti Ti Ti"                                     | Rita Lee , Roberto de Carvalho | 3:13    |  |
| 6.  | "Igual a Um Milk Shake"                        | Betinho Araújo, Cláudia Márcia | 2:58    |  |

Lado B
| N.º | Título                     | Compositor(es)                      | Duração |  |
| 1.  | "A Gente Tem Que Se Ligar" | Márcio de Souza, S. Marcélia        | 3:20    |  |
| 2.  | "Amizade Colorida"         | Nilde                               | 3:30    |  |
| 3.  | "Dentro do Coração"        | Wander Taffo , Lee Marcucci, Willye | 3:02    |  |
| 4.  | "No Balanço das Ondas"     | Beto Mi, H. Santisteban             | 3:07    |  |
| 5.  | "À Meia Luz"               | Cacau Lopes, César Rossini          | 3:11    |  |
| 6.  | "Menino Faceiro"           | Jefferson, Adrianno                 | 3:02    |  |